# Зелея
Зелея или Зелия е името на древен град, който според „Илиада“ е съюзник на троянците по време на Троянската война. Омир казва:" "Всички, живеещи мирно в Зелея и близо до Ида, бяха богати и пиеха черна вода от Езепа, тези троянци предвождаше Пандар, синът Ликаонов" (Илиада II, 825). Според неговите думи градът се намира в Троада, в подножието на планината Ида. По време на войната, са предвождани от Пандар, сина на Ликаон.